# 1983 في كوريا الشمالية
فيما يلي قوائم الأحداث التي وقعت خلال عام 1983 في كوريا الشمالية.

## سياسة

### تعيين في المنصب
- 1 ديسمبر – كيم يونج نام Ministry of Foreign Affairs (North Korea) [الإنجليزية]‏.

## مواليد

### يوليو
- 15 يوليو – كم ميونغ وون لاعب كرة قدم كوري شمالي.
- 19 يوليو – كم يونغ جن لاعب كرة قدم كوري شمالي.

### نوفمبر
- 7 نوفمبر – لي دونج-وون لاعب كرة قدم كوري جنوبي.

## وفيات

### ديسمبر
- 8 ديسمبر – تشوي تشونغ مين (مواليد 1930) لاعب كرة قدم كوري جنوبي.